# Yes or No
Yes or No é uma série de filmes tailandeses, com o primeiro lançado em 16 de Dezembro de 2010 dirigido por Sarasawadee Wongsompetch e estrelado por Aom Sushar e Tina Jitalleela, sendo o primeiro filme tailandês de temática lésbica. Yes or no 2 é a continuação da história do primeiro filme, pelo mesmo diretor e, mais recentemente Yes or No 2.5, um spin off dirigido por Kirati Nak-intanon (Tim), que estreou em 28 de maio de 2015. A intenção de ter se tornado uma série de filmes é de mostrar que o amor pode ocorrer de diferentes maneiras, e alguns podem se identificar com alguns dos "Yes or No" dos filmes.

## Sinopse

### Yes or no: So, I Love You
É o primeiro filme da série lançado em 16 de Dezembro de 2010. Ele conta a história de Pie (Aom), uma menina que se muda para um novo quarto no dormitório da faculdade onde ela descobre que sua nova companheira de quarto é Kim (Tina), uma menina que parece e se veste como um menino. Conforme a amizade delas se desenvolve, Pie e Kim começam a se perguntar se o sentimento que sentem uma pela outra é apenas uma amizade comum ou um amor verdadeiro.

### Yes or No 2: Come Back To Me
Foi lançado o segundo filme em 16 de agosto de 2012. É a continuação da história de Pie e Kim. Elas estão no último ano da faculdade e terão que ir para lugares diferentes para poderem se formar. Pie vai para a praia no sul e Kim vai para as montanhas em uma província no norte da Tailândia. E vão ter que se entender apesar da distância e de Yam que se apaixona por Kim.

### Yes or No 2.5: Love You, Baby
Lançado em 28 de maio de 2015 na Tailândia. Não é a continuação dos filmes anteriores, é uma história diferente seguindo a mesma temática. As atrizes do novo filme são Nann e Hongyok, que participaram do AF10 (Academy Fantasia 10º temporada) na Tailândia, Pekae e Tina Jittaleela (a Kim dos filmes anteriores) como outra personagem.  
Sinopse: Wine (Tina) é surpreendida ao descobrir que as novas vizinhas do seu condomínio são Pim (Pekae) e Fah (Hongyok), suas juniores da universidade. Ela tem uma história passada com elas. Pii (Nann), colega de quarto de Wine, está animada com as novas vizinhas que em breve vão agitar seu coração. A fim de ajudar Wine a ter sucesso no amor, Pii tenta coisas diferentes, que envolve suas vizinhas, Pim e Fah. Quatro corações que acabam se prendendo um ao outro.

## Elenco

### Yes or No
- Tina Jittaleela - Kim
- Aom Sushar - Pie
- Due Arisara - Jane
- Soranut Yupanun - Wan
- Inn Budokan - Tia Inn
- Maneerut Wongjirasak - Mãe da Pie
- Puttipong Promsaka Na Sakolnakorn - Pai da Kim

### Yes or No 2
- Tina Jittaleela - Kim
- Aom Sushar - Pie
- Mean Apittha - Yam
- Inn Budokan - Tia Inn
- Permpreda Sakulsiripong - Maysa
- Puttipong Promsaka Na Sakolnakorn - Pai da Kim

### Yes or No 2.5
- Nann Sunanta - Pii
- Hongyok Chansakorn - Fah
- Tina Jittaleela - Wine
- Pekae Bangchawong - Pim
- Tot - Jet